# Chansons de Léo Ferré
Albums de Léo Ferré
Paris-Canaille
(1953) Le Piano du pauvre
(1954)
Chansons de Léo Ferré (titre original complet : Chansons de Léo Ferré interprétées par Léo Ferré) est le premier album studio de Léo Ferré. Il est publié chez Le Chant du Monde au début de 1954.

## Genèse
Bien que le contrat liant Léo Ferré au Chant du Monde soit échu en 1953 et que l'artiste ait déjà rejoint Odeon, sa nouvelle maison de disques, la firme lui rappelle qu'il n'a pas respecté une clause le contraignant à enregistrer pour elle douze chansons par an.
Les 27 et 31 octobre 1953, Léo Ferré retourne donc en studio et plutôt que d'enregistrer des chansons inédites, décide de réenregistrer dans de meilleures conditions techniques les douze titres qui ont été diffusés en 78 tours depuis 1950, et auxquels il semble particulièrement attaché. La chanson Le Temps des roses rouges en est écartée pour des raisons peu claires. On[Qui ?] dit qu'elle est alors jugée anticommuniste par la maison de disques ou par le Parti communiste français lui-même[réf. souhaitée], dont Le Chant du Monde est alors le label discographique officieux.

## Réception et postérité
- « L'Île Saint-Louis » est créée à la radio par Jacqueline Valois en 1948, puis chantée par Renée Lebas (1952), Catherine Sauvage (1953), Marc et André.
- « La Chanson du scaphandrier » est chantée par Claire Leclerc (1950 ?), Henri Salvador (1950), Eddie Constantine (1955), Jacques Douai (1957) et Claude Nougaro (1974).
- « L'Inconnue de Londres » est reprise par Suzy Solidor (1948), Jacques Douai, Michèle Arnaud.
- « Le Bateau espagnol » est reprise par Jacques Douai, Michèle Arnaud, Marc et André, Jacques Bertin, Philippe Léotard (1993), Michel Hermon (1998), Marc Ogeret (1999), Sapho (2006), Serge Utgé-Royo (2010).
- « À Saint-Germain-des-Prés » est chantée par Henri Salvador (1950), Hélène Martin, Cora Vaucaire, Anne Sofie von Otter (2013).
- « La Vie d'artiste » est la chanson la plus reprise de l'album. Elle l'est par Cora Vaucaire (1955), Michèle Arnaud (1956), Barbara (1968), Renée Claude (1994), Catherine Delasalle (1994), Marc Ogeret (1999), Jean Guidoni (2000), Prodige Namor (?), Bernard Lavilliers (2009), Serge Utgé-Royo (2010), Catherine Lara (2011), Emmanuel Depoix (2014), Annick Cisaruk (2016).
- « Le Flamenco de Paris » est reprise par Yves Montand (1952), Marc Ogeret, Sapho (2006), Serge Utgé-Royo (2010).
- « Les Forains » est reprise par Cora Vaucaire (1955), Jacques Douai, Gianmaria Testa (2007).
- « Monsieur Tout-Blanc » est chanté par le groupe Casse-pipe (1996) et Marc Ogeret (1999).

## Titres
Textes de Léo Ferré, sauf indication contraire. Musiques composées et interprétées par Léo Ferré (piano).
| 1. | L'Île Saint-Louis          | Léo Ferré & Francis Claude | 3:48 |
| 2. | La Chanson du scaphandrier | René Baer                  | 2:57 |
| 3. | Barbarie                   |                            | 3:21 |
| 4. | L'Inconnue de Londres      |                            | 4:04 |
| 5. | Le Bateau espagnol         |                            | 4:07 |

| 6.  | À Saint-Germain-des-Prés |                            | 3:12 |
| 7.  | La Vie d'artiste         | Léo Ferré & Francis Claude | 3:18 |
| 8.  | Le Flamenco de Paris     |                            | 2:49 |
| 9.  | Les Forains              |                            | 3:24 |
| 10. | Monsieur Tout-Blanc      |                            | 4:00 |
| 11. | L'Esprit de famille      |                            | 2:31 |

## Historique des éditions
Le contenu de ce disque est aussi partiellement diffusé sous la forme de « super 45 tours » (EP) en 1956 (LD 45-3011) et en 1961 (EP 45-3011, EP 45-3202). L'album est réédité en vinyle par Le Chant du Monde à trois reprises, en 1961, sous le titre Léo Ferré  chante… Léo Ferré avec une photo plein cadre du studio Harcourt en guise de nouvelle couverture (LD-M-4022), en 1972 sous le titre de Léo Ferré chante ses premières chansons (LDX 4351), puis en 2013 enfin, à l'occasion de l'anniversaire des vingt ans de la disparition de Léo Ferré, en édition limitée dans sa pochette et son format originaux (LDX 741110).
L'album est réédité pour la première fois sur CD en 1993, sous une nouvelle pochette à dominante noire et sous le titre Premières chansons, agrémenté d'une version inédite de « Monsieur William ». Puis sous une forme compilatoire dans le coffret La Vie d'artiste : les années Chant du Monde 1947-1953 (1998), avec les versions 78 tours et de nouveaux inédits. Il est ensuite accolé à l'album Paris-Canaille, lui aussi enregistré en 1953, dans la réédition 1953, Paris-Canaille parue en 2004 (La Mémoire et la Mer). Sous sa pochette d'origine, il fait partie en 2018 des onze albums originaux réédités dans le coffret La Vie moderne : intégrale 1944-1959, où sa numérotation est fautive, l'éditeur le plaçant avant l'album Paris-Canaille (alors que sa parution est ultérieure).